# Paonias astylus
Paonias astylus is een vlinder uit de familie van de pijlstaarten (Sphingidae). De wetenschappelijke naam van de soort werd in 1773 gepubliceerd door Dru Drury.

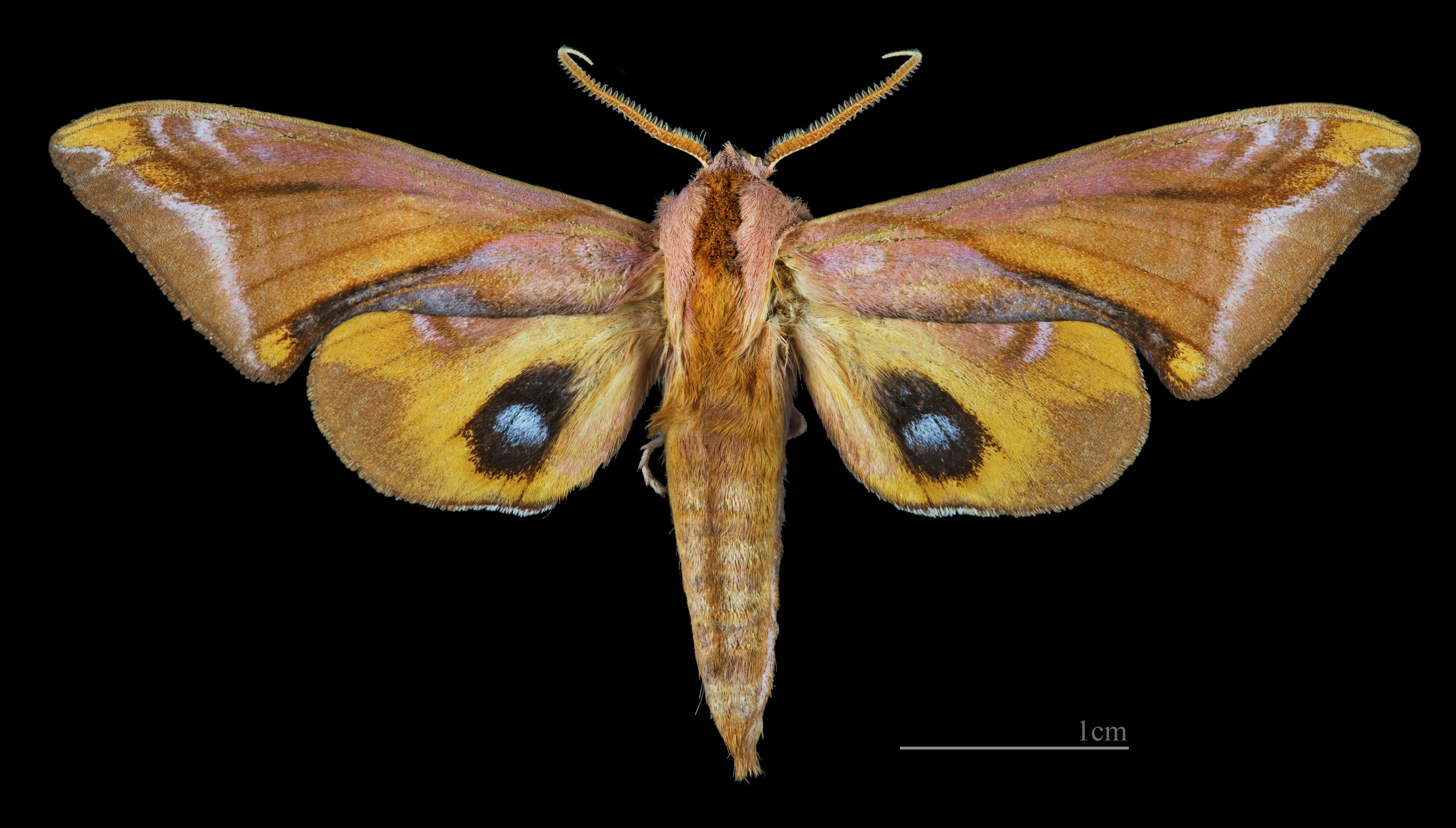
Paonias astylus ♂
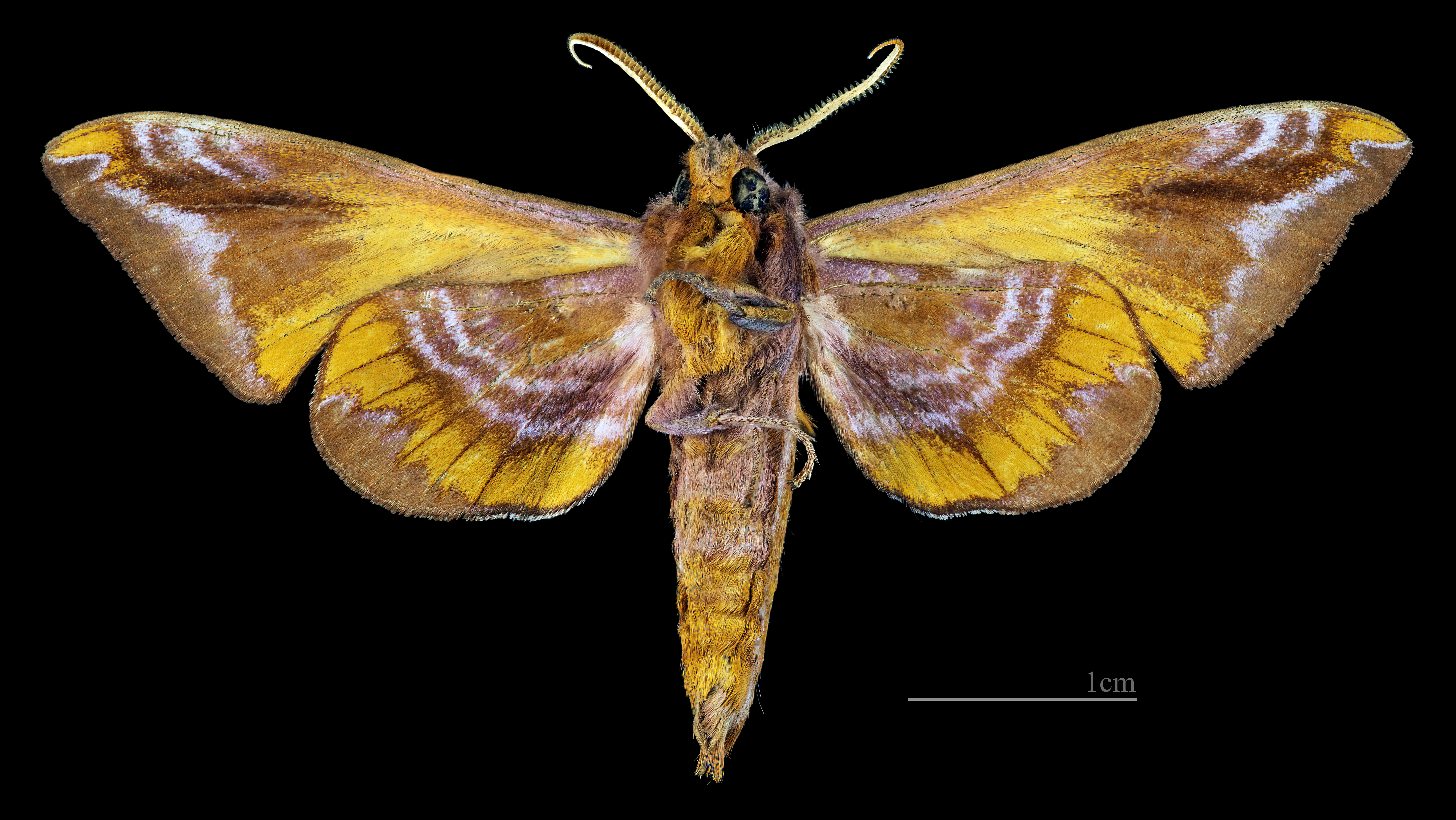
Paonias astylus ♂ △